# 民族醫學
民族醫學（英語：Ethnomedicine），針對不同族群，特別是原住民內部，傳承的傳統醫學進行比較與研究的學門。有時候與傳統醫學是同義詞。
這些民族醫學經常是以口述傳統方式流傳。這是一個跨學科的研究領域，結合了歷史學、民族植物學與醫療人類學等研究方法。

## 參看
- 中國民族醫學